# Lecidea cruciaria
Lecidea cruciaria är en lavart som beskrevs av Tuck. Lecidea cruciaria ingår i släktet Lecidea och familjen Lecideaceae.   Inga underarter finns listade i Catalogue of Life.